# Барсуково (Великоустюгский район)
Барсуково — деревня в Великоустюгском округе Вологодской области.
Входила в состав упразднённого Трегубовского сельского поселения, с точки зрения административно-территориального деления — в Трегубовский сельсовет.
Расстояние по автодороге до окружного центра Великого Устюга — 13,2 км, до территориального отдела в Морозовице — 3,4 км. Ближайшие населённые пункты — Пестово, Каликино, Заозерье, Ивашево, Белозерово.
По переписи 2002 года население — 33 человека (14 мужчин, 19 женщин). Всё население — русские. Численность фактически проживающего населения на 2023 год — 29 человек.
В деревне расположен конюшенный двор, который пользуется популярностью у туристов. Здесь же расположена ферма, личные подсобные хозяйства. До ближайшего магазина — 2 км, до автобусной остановки — 1,8 км.